# Malocampa canescens
Malocampa canescens är en fjärilsart som beskrevs av Paul Dognin 1908. Malocampa canescens ingår i släktet Malocampa och familjen tandspinnare. Inga underarter finns listade i Catalogue of Life.